# Vulkanausbruch auf La Palma 2021

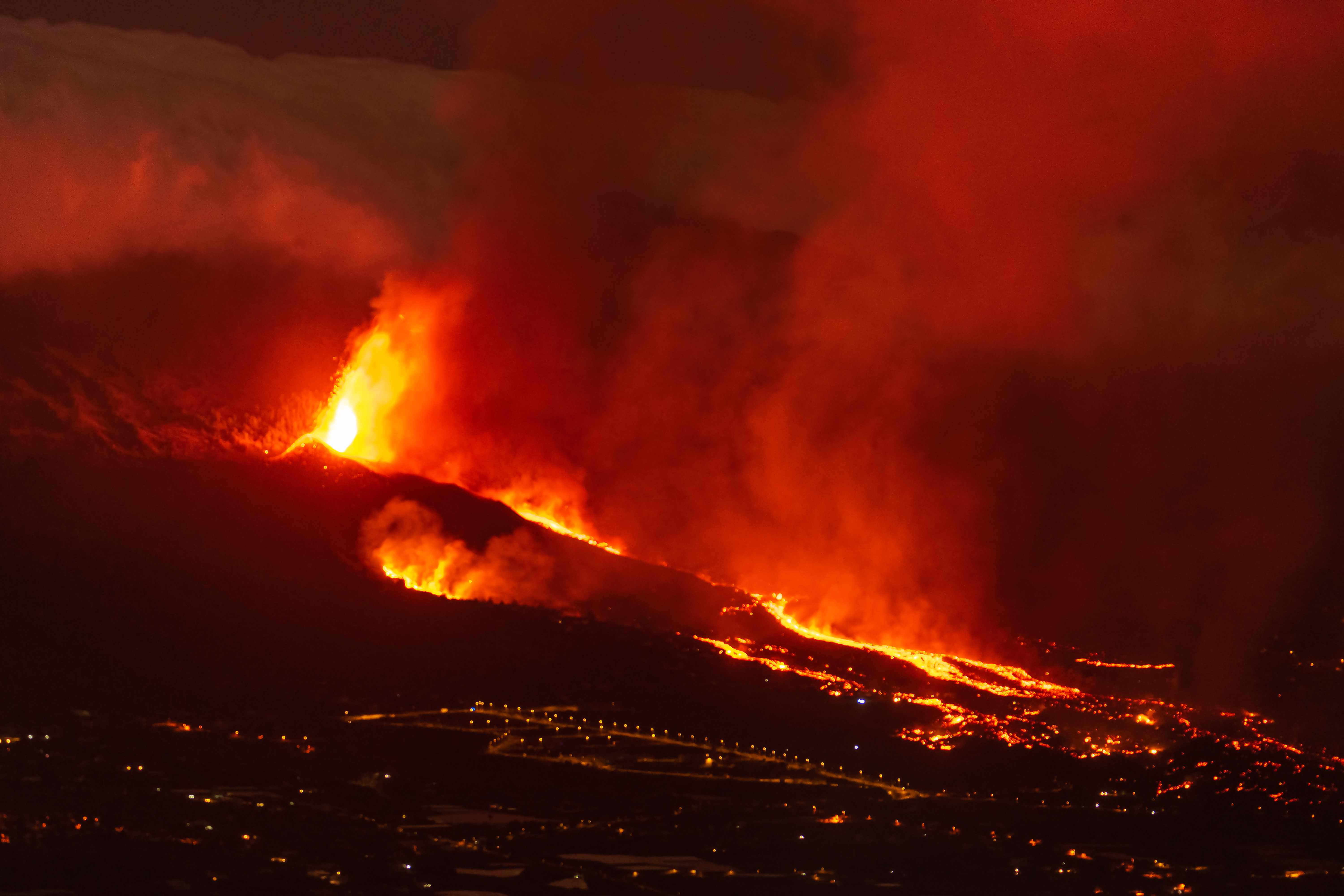
Eruptionskrater mit Lavafluss in Richtung El Paraiso (20. September 2021)

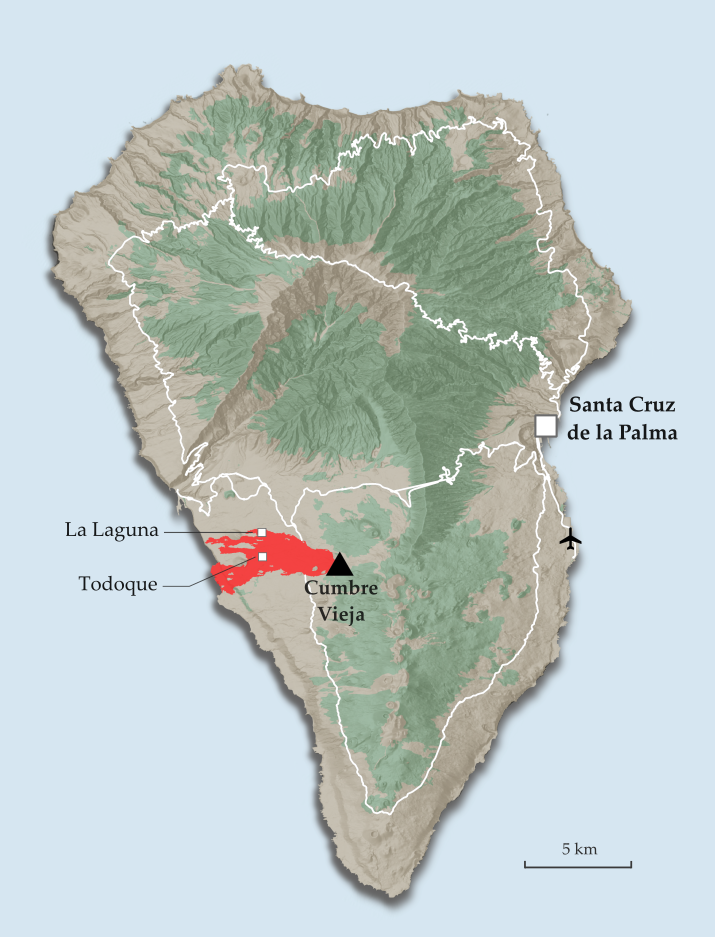
La Palma: Lage des Vulkanausbruchs und des Lavastroms (Stand 23. November 2021)

Der Vulkanausbruch auf La Palma 2021 dauerte vom 19. September bis zum 13. Dezember 2021 und gilt als der längste bekannte Ausbruch eines Vulkans auf der kanarischen Insel La Palma. Mit Blick auf die Schäden war es der folgenreichste in der Geschichte der Insel. Der im Juni 2022 so benannte Tajogaite-Vulkan entstand am Westhang des Höhenrückens Cumbre Vieja 1700 m nordwestlich des Llano-del-Banco-Vulkans, einem von drei Vulkanen der San-Juan-Eruption 1949. Die aus mehreren Spalten austretende Lava floss nach Westen über die dicht besiedelte Ebene Aridane und über die Steilküste ins Meer hinab. Dabei wurde eine große Zahl von Häusern in Dörfern und Streusiedlungen der Gemeinden El Paso, Los Llanos de Aridane und Tazacorte zerstört und eine große landwirtschaftlich genutzte Fläche bedeckt. Besonders stark betroffen war Todoque, ein Gemeindeteil von Los Llanos de Aridane.

## Vulkanische Charakteristik
Es handelte sich um eine Spalteneruption mit strombolianischem Charakter und eingestreuten Wasserdampfexplosionen. Mehrere nacheinander entstandene Schlote gruppierten sich in einer Linie entlang eines unterirdischen Spaltensystems. Dazu kam eine starke effusive Komponente, bei der ergiebige Lavaströme austraten, manchmal aus mehreren Öffnungen gleichzeitig.
Bei dem explosiven Geschehen wurden vulkanisches Gas und vulkanische Asche ausgestoßen, die sich in Eruptionssäulen bis zu 5000 m Höhe auftürmten und weit verteilen konnten. Die Lavafontänen erreichten eine Höhe von 600 m. Das pyroklastische Material in Form von verschweißten Lavafetzen, Asche, Lapilli und vulkanischen Bomben baute mit der Zeit einen Schlackenkegel auf, dessen Flanken teilweise wieder einbrachen. Dabei wurde die Lava aus dem Lavasee im Inneren des Kraters schlagartig freigegeben, was zu spektakulären Lava-Kaskaden und dem Abgang von haushohen Blöcken führte.

## Verlauf des Vulkanausbruchs

### Vorgeschichte
Auf La Palma gab es jahrzehntelang keine Vulkanausbrüche ankündigende Erdbeben. In jüngerer Zeit gab es Erdbeben nur südöstlich von Teneriffa und auf El Hierro. Auf La Palma gab es Erdstöße erst am 19. Februar 2013.
Ein erstes spürbares Beben fand am 10. Februar 2014 mit einer Magnitude von 3,7 statt. Nicht spürbare größere Schwarmbeben gab es vom 7. bis 14. Oktober 2013 sowie vom 11. bis 15. Februar 2018.
Die letzten größeren Erdbebenschwärme gab es vom 30. Januar bis zum 2. Februar und vom 25. bis 27. Juni 2021.

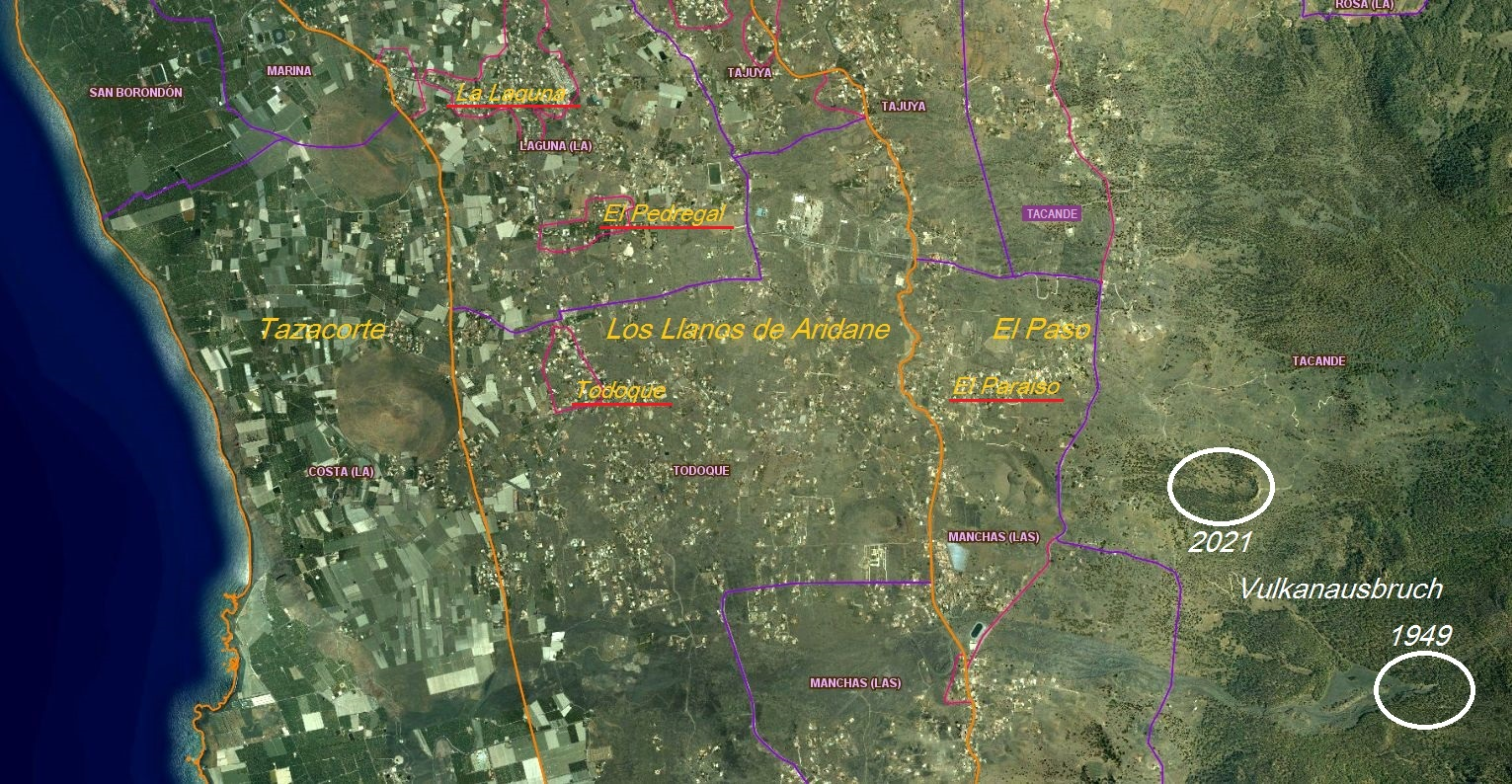
Die drei betroffenen Gemeinden (v. r. n. l.):
El Paso, Los Llanos de Aridane und Tazacorte
rot unterstrichen: von der Lava überdeckte Dorf- (zusätzlich rot umrandet) bzw. Siedlungskerne
lila Worte und Linien: Namen und Grenzen der Gemeindeteile (Barrios)

### September 2021

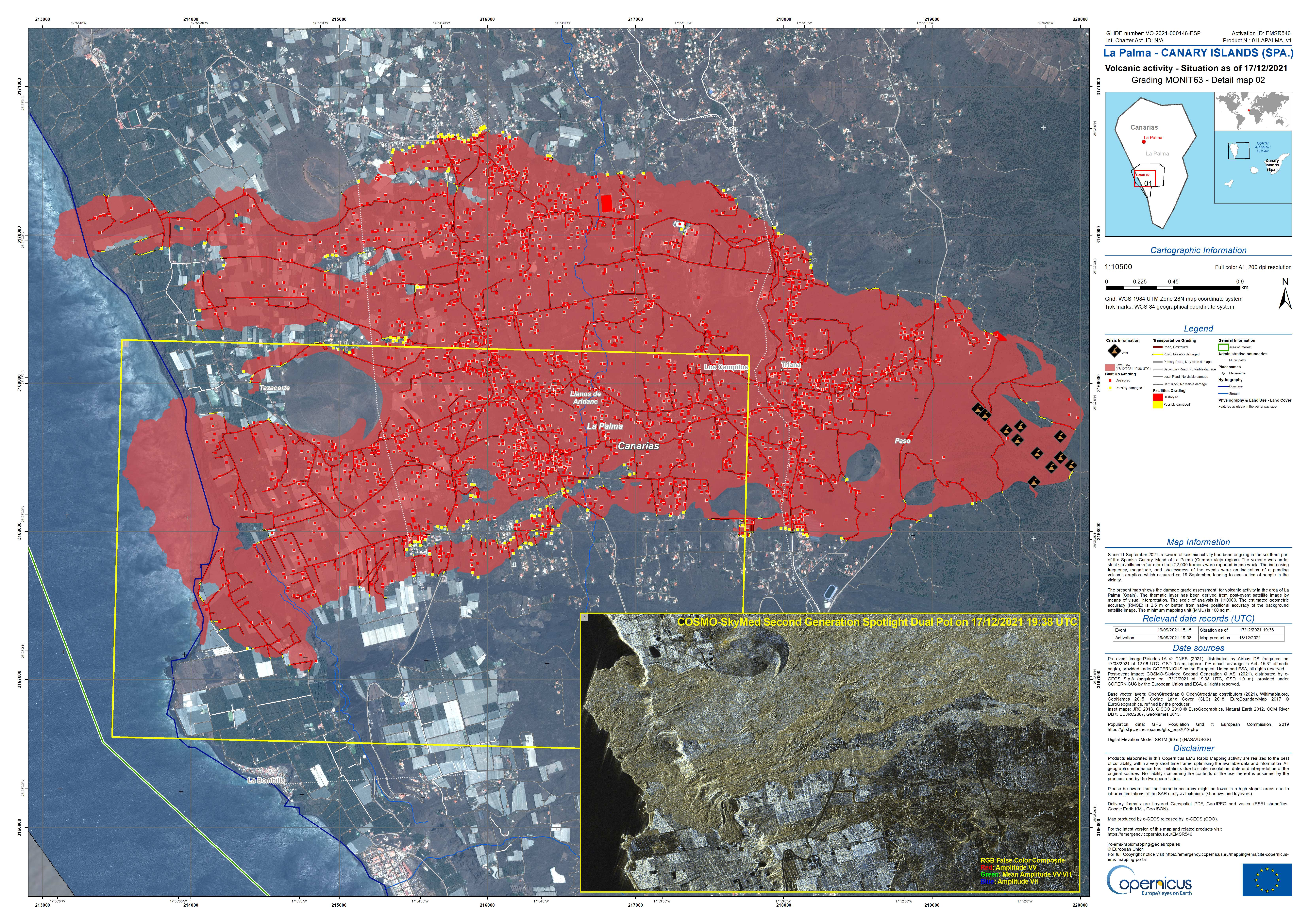
Austrittsstellen (schwarz) und Ausbreitung der Lava (rot)
(Datum: siehe Situation as of ... in der Bild-Legende ganz oben)

Am 11. September begann ein intensiverer, über die nächsten Tage ansteigender Erdbebenschwarm, der als Indiz eines eventuell bevorstehenden Vulkanausbruchs auf dem Höhenrücken Cumbre Vieja interpretiert wurde.
Die weitere Zunahme der seismischen Aktivitäten veranlasste am 13. September die Behörden, den „Aktionsplan für Vulkankatastrophen“ (PEVOLCA) zu aktivieren und die „Vulkanampel“ für die Gemeinden El Paso und Los Llanos de Aridane an der Westseite der Cumbre Vieja sowie weitere Gemeinden im Süden und Osten des Gebirges von Grün auf Gelb zu setzen. Damit verbunden waren Hinweise, wie sich die betroffenen Einwohner auf eine mögliche Evakuierung vorbereiten sollten.
Am Morgen des 19. September gab es neben den zahlreichen schwächeren Erdbeben auch fünf flache Beben, die über der Magnitude 3,0 lagen, das stärkste mit 3,8 mbLg. Später, gegen 16:00 Uhr MESZ, stieg der vulkanische Tremor stark an.
Der befürchtete Vulkanausbruch begann um 16:12 Uhr MESZ etwa 5 km nördlicher als das jeweilige Epizentrum der meisten vorher nur noch in einer Tiefe von etwa 1 km registrierten Erdbeben. Seine Ausbruchstellen befanden sich in etwa 920 m Höhe über dem Meeresspiegel am Westhang der Cumbre Vieja im Gemeindeteil Tacande von El Paso. Das war etwa 1200 m östlich des alten Vulkans Montaña Rajada.
Zunächst bildeten sich an mehreren Stellen von zwei längeren Spalten Lavafontänen, und zwei Lavaströme flossen den leicht bewaldeten Hang hinunter auf bewohntes Gebiet zu. Nach einer Stunde bildete sich oberhalb der ersten Ausbruchstelle eine Aschewolke, die bis 1500 m hoch reichte. Die Behörden setzten die Warnstufe auf Rot und begannen mit der Evakuierung der gefährdeten Wohngebiete westlich der Ausbruchstelle. Außerdem wurde die Katastrophenmanagement-Mission (EMSR546: Volcano eruption in La Palma, Spain) des Copernicus-Erdbeobachtungsprogrammes gestartet, um die Auswirkungen des Ausbruches zu erfassen.
Am Abend des 20. September war die Lava bereits etwa 2,9 km weit bis knapp über einen östlich von Todoque von Nord nach Süd verlaufenden Wasserkanal hinaus gekommen. In der Nacht vorher hatte sie schon die beiden Nord-Süd-Straßen LP-212 und LP-2 überquert. In den nächsten Tagen rückte ihre Front zwar mit einer Mächtigkeit von 8 bis 15 m Höhe, aber nur noch mit einer Geschwindigkeit von 4 m/h weiter vor. Am Abend dieses Tages öffnete sich etwa 700 m nördlich vom bisherigen Ausbruchszentrum eine neue Eruptionsspalte, woraufhin auch die im Norden anschließenden Wohngebiete in den Gemeindeteilen Tajuya und Tacande von El Paso evakuiert wurden. Insgesamt waren bisher etwa 6000 Einwohner von den Evakuierungen betroffen. Von der Copernicus-Mission wurden erste Karten veröffentlicht, die das Ausmaß des Lavastroms sowie die Zerstörungen von 320 Häusern zeigten.
Am 22. September erreichte der Lavastrom Todoque etwa 30 Meter südlich des Ortskerns (Kirche San Pio X), überdeckte die Nord-Süd-führende Straße LP-213 auf einer Länge von etwa 15 Metern und stoppte danach für ein paar Tage. Der rückwärtige Lavastrom wurde jetzt an seinem Südrand breiter. Weil jetzt auch die LP-213 nicht mehr passierbar war, verblieb als einzige Nord-Süd-Verbindungsstraße auf der Westseite der Insel nur noch die küstennahe LP-2132 (Carretera de La Costa).
Am 23. September waren nach Angaben der Copernicus-Mission 350 Häuser zerstört; die Lava bedeckte eine Fläche von 166 Hektar. Die durch das aufsteigende Magma verursachte Bodenanhebung stabilisierte sich auf einem Maximum von 28 cm.
Am 24. September verstärkte sich der Tremor deutlich. Die Eruption veränderte sich zunehmend in eine explosive Phase. Um 15:15 Uhr gab es eine große Explosion. Auf Videoaufnahmen war eine Wilson-Wolke zu sehen. Bei der Explosion gingen Fensterscheiben in der Umgebung zu Bruch. Als Folge bekam der Krater Risse und eine neue Eruptionsspalte mit schnell fließender Lava tat sich auf. Durch die vielen Explosionen verstärkte sich die Aschewolke, aufgrund einer Änderung der Windrichtung ging auch auf der Ostseite der Insel Asche nieder. Die Umgebung des Vulkans wurde mit einer dicken Ascheschicht und mit Lapilli eingedeckt. Die Aschewolke erreichte 3500 m Höhe. Der spanische Ministerpräsident Pedro Sánchez, der sich selbst ein Bild von der Lage vor Ort machte, versprach finanzielle Entschädigungen für die zerstörten Häuser und auch für den verlorenen Hausrat. Laut RTVC/TelevisionCanaria waren am Abend bereits 452 Häuser zerstört.
Am 25. September gab es einen Teilkollaps des neuen Vulkankegels, wobei ein Teil der Westflanke abrutschte.
Am 26. September setzte sich der Lavastrom vor Todoque wieder in Bewegung und verschüttete am Nachmittag den Ortskern samt Kirche und anschließend den westlichen Ortsteil. An der Steilküste in der Nähe des Hafens von Tazacorte ereignete sich möglicherweise aufgrund der anhaltenden Erschütterungen durch den Vulkan auf die Insel ein kleinerer Felssturz, bei dem Steinmassen ins Meer fielen; nach damals der kanarischen Tageszeitung El Día vorliegenden Informationen über den Vorfall stand der Abbruch nicht im Zusammenhang mit dem Vulkanausbruch. Nach einer Auswertung von Stereobildern der Pléiades Erdbeobachtungssatelliten bedeckte die Lava eine Fläche von 262 Hektar bei einer durchschnittlichen Höhe von 12 m und einer Maximalhöhe von 50 m.
Am 27. September gab es eine mehrstündige Ruhephase des Vulkans. Zwischen 6 und 7 Uhr Ortszeit verringerte sich der vulkanische Tremor und die Eruptionen am Vulkanschlot. Im Laufe des Tages kam es nur zu kleineren Ascheeruptionen. Zwischen 17 und 18 Uhr Ortszeit erhöhte sich der vulkanische Tremor wieder und kurz nach 18 Uhr Ortszeit erfolgten neue Eruptionen, zu Beginn hauptsächlich mit Ascheauswurf und etwa eine Stunde später wieder strombolianischen Typs.

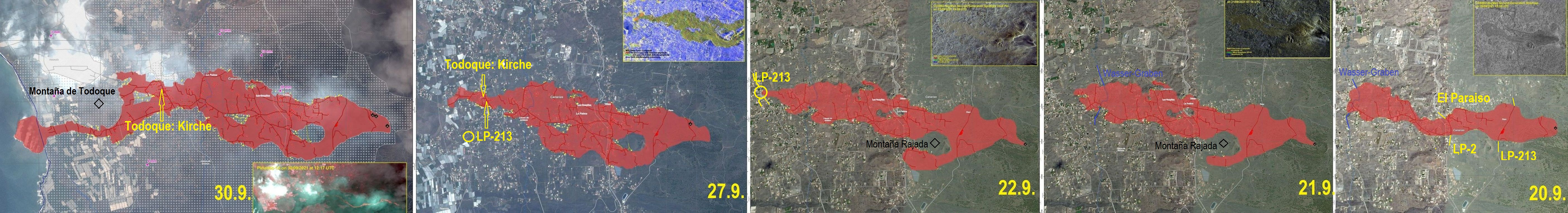
Ausbreitung der Lava an bestimmten Tagen im September (fortlaufend von rechts nach links)

Am 28. September stellte das Instituto Geográfico Nacional jedoch fest, dass einer der Vulkanausgänge im nördlichen Teil des Vulkans seine Aktivität verändert hat und daher nun der hawaiianische Typ des Vulkanausbruchs überwiege. Bei dieser Art von Eruption verläuft der Prozess in der Regel ruhiger, weil die Lava noch flüssiger ist, die Gase leicht freigesetzt werden und es keine Explosionen gibt. In der Folge traten große Lavamengen aus.
In der Nacht zum 29. September erreichte die Lava bei der Playa Nueva die Küste und floss in den Atlantik. Dadurch wurde auch die küstennahe und letzte noch offene Straßenverbindung, die LP-2132 (Carretera de La Costa) zwischen Nord und Süd auf der Westseite von La Palma unterbrochen. Das Gebiet südlich des Lavastroms um Puerto Naos mit seinen Bananenplantagen war nun nur noch auf Nebenwegen erreichbar. Die Regierung in Madrid erklärte La Palma zum Katastrophengebiet.
Im Verlauf des Tages schob die Lava ein Mündungsdelta von 500 m Breite ins Meer hinaus. Es befindet sich etwa 1 km (Mitte zu Mitte) nördlich der bei der San Juan-Eruption 1949 entstandenen Lava-Plattform. Durch den Lavaaustritt hat sich die Fläche der Insel um 17,2 Hektar vergrößert; die Lava ist dort 24 m tief ins Meer geströmt. Der Rest der Lavaströme ist praktisch inaktiv. Nach Angaben der Copernicus-Mission vom 29. September war eine Landfläche von 338,3 Hektar von Lava bedeckt; der Ascheauswurf beeinflusste 1753 Hektar. Bislang sind 981 Gebäude vom Lavafluss betroffen, davon 855 zerstört. Das Institut für Geowissenschaften (IGEO) veröffentlichte erstmals die aktuelle Einordnung des Ausbruchs in die Stufe 2 auf der Skala von 0 bis 8 des Vulkanexplosivitätsindex (VEI).

### Oktober 2021
Am 1. Oktober wurden 18 Beben der Magnitude 2,0 bis 3,6 registriert, davon vier stärker als 3,0, ähnlich viele, wie in den vorangegangenen Tagen.
Eine intensivere vulkanische Tätigkeit führte u. a. zum Aufbruch von zwei neuen Spalten im Abstand von nur 15 m voneinander, etwa 600 m nordwestlich des aktiven Vulkankegels in bereits bewohntem Gebiet. Der neue Lavastrom zerstörte weitere Teile von El Paraíso, ehe er sich später wieder mit dem Hauptstrom vereinigte. Das neue Lavadelta hat sich schon 475 m weit ins Meer vorgeschoben, bei einer Maximaltiefe von 30 m, und bedeckt nun eine Fläche von 27 Hektar.
Am Abend des 3. Oktobers stürzte ein Teil der westlichen Kraterwand ein, wodurch der innere Lavasee verschüttet wurde und größere Blöcke von der ausfließenden Lava mitgerissen wurden. Zunehmende explosive Tätigkeit schleuderte mehrere Dezimeter große Lavabomben bis zu 800 m weit.
Am 5. Oktober wurde die Anzahl der zerstörten Gebäude durch den Abgleich mit den Katasterdaten erheblich nach unten korrigiert. Bis zum 4. Oktober waren demnach 726 Gebäude zerstört worden, davon 605 Wohnhäuser. Die Auswertungen der Copernicus-Satellitendaten ergaben 1046 zerstörte Gebäude, konnten deren Art aber nicht unterscheiden.

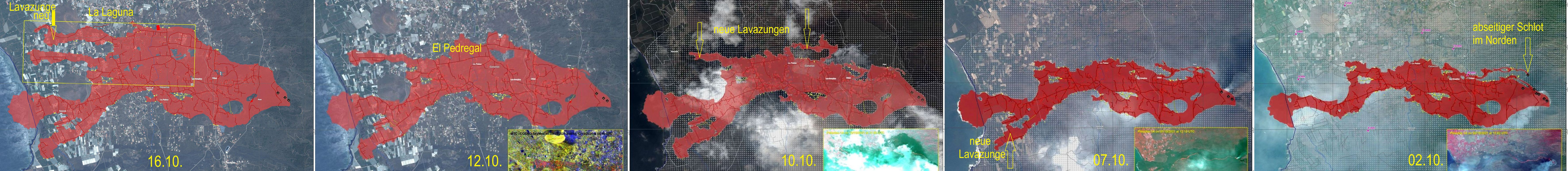
Ausbreitung der Lava an bestimmten Tagen im Oktober (1. Hälfte, fortlaufend von rechts nach links)

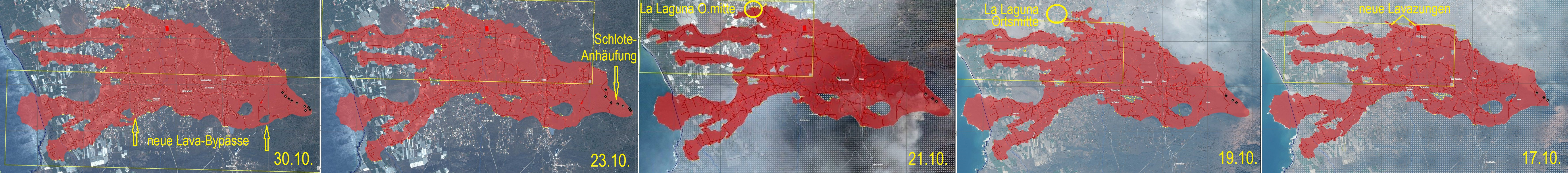
Ausbreitung der Lava an bestimmten Tagen im Oktober (2. Hälfte, fortlaufend von rechts nach links)

In der Nacht auf Samstag, den 9. Oktober stürzte ein Teil der Nordflanke des alten Kraters ein. Es entstanden weitere Lavaströme. Im Laufe des Samstags brachen weitere Strukturen an der Nordseite zusammen, dünnflüssigere Lava trat in mehreren Strömen und in noch größeren Mengen aus. Dabei trieben Felsbrocken von der Größe mehrstöckiger Häuser auf dem Lavastrom hangabwärts.
Am 10. Oktober zerstörte der neue Lavastrom die wenigen verbliebenen Gebäude am Nordrand von Todoque. Die Anzahl der zerstörten Häuser erhöhte sich auf rund 1200. Weitere Bereiche der Bananenplantagen ganz im Süden von Tazacorte in der Nähe von Playa Nueva, die ihre Existenz dem Vulkanausbruch von 1949 verdanken, wurden von der südlichen Lavazunge begraben.
Bis zum 21. Oktober mussten seit dem Ausbruch des Vulkans etwa 7500 Menschen evakuiert werden. 2185 Gebäude waren bis dahin zerstört. Die Lavamassen hatten bis zum 21. Oktober eine Ausbreitung auf 866 Hektar erreicht und waren bis zum nördlich an Todoque anschließenden Ort La Laguna vorgedrungen.
Am 26. Oktober gab die IGN bekannt, dass an der Messstation LP03 bei Jedey eine Aufblähung von 10 cm an einem Tag stattgefunden hat, während an allen anderen Stationen keine auffälligen Veränderungen beobachtet wurden. Am 26. Oktober ging die Deformation wieder zurück, am 27. Oktober waren die Messwerte aber wieder auf dem Niveau des 24. Oktobers. Als Ursache wird eine temporäre Magmaansammlung unter dieser Station in Betracht gezogen.
Am 30. Oktober kam es Mittags zu anhaltenden hörbaren Explosionen, die große Mengen Asche ausstießen.
In der Eruptionssäule konnten wieder einmal Blitze beobachtet werden.
Durch Reibung der Ascheteilchen in der Eruptionssäule kommt es dabei zu statischen Aufladungen, die ein solches Eruptionsgewitter erzeugen können.

### November 2021

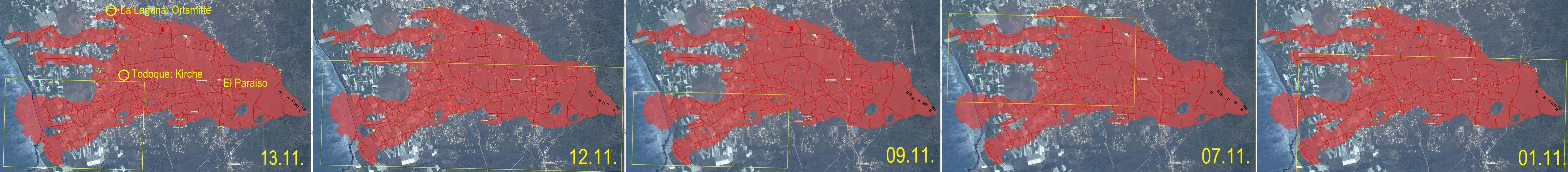
Ausbreitung der Lava an bestimmten Tagen im November (1. Hälfte, fortlaufend von rechts nach links)

Ausbreitung der Lava an bestimmten Tagen im November (2. Hälfte, fortlaufend von rechts nach links)

Die Höhe des Schlackenkegels wurde am 9. November mit 1131 msnm angegeben.
In den letzten Stunden des 10. November hatten Anzahl und Stärke der Beben in Tiefen von mehr als 20 km zugenommen. In mittleren Tiefen blieben die Beben im Vergleich zu den vergangenen Wochen aber gering. Auch der vulkanische Tremor blieb auf niedrigem Niveau. Die Schwefeldioxid-Emission erreichte am Tag zuvor, entgegen dem längerfristigen Abwärtstrend, mit 31 000 bis 43 000 Tonnen einen relativ hohen Tageswert.
Bis zum 12. November hatte sich die Lavaplattform im Meer bei der Playa Nueva durch den Zufluss zweier weiterer Lavateilstöme an ihrem Südrand vergrößert.
Am 20. November wurde der Vulkan durch das Erreichen von nun mittlerweile 10 Millionen m³ ausgestoßenem pyroklastisches Material im Vulkanexplosivitätsindex vom Index 2 auf 3 (VEI-3) hochgestuft. Die Höherstufung wird ausschließlich mit dem aufsummierten lockeren Material begründet, wie Asche, Lapilli und Bomben, das nicht nur über die Insel verstreut wurde, sondern auch zum Aufbau des Vulkankegels verwendet wurde. Bei dem Index findet die Menge der ausgeflossenen Lava keine Berücksichtigung. Ausdrücklich betont wurde, dass die Höherstufung kein erhöhtes Risiko bedeutet, da sich das allgemeine Verhalten des Vulkans nicht verstärkt hat.
Am 25. November breitete sich die Lava am Südrand des Lavafeldes aus und machte zuerst weitgehend eine Photovoltaikanlage unbrauchbar, bevor sie als neuer Teilstrom den Montaña Cogote südlich umfloss und dabei den sich dort befindenden Friedhof querte sowie das Krematorium und 160 Gräber zerstörte.
Am 26. November öffnete sich eine Spalte 900 m südwestlich von der ersten Eruption auf bisher nur von Asche beeinträchtigtem Gebiet wenige Meter westlich eines evakuierten Hauses . Die Anfangsgeschwindigkeit dieses effusiven Ausbruchs lag bei 600 m/h, doch einen Tag später war er wieder versiegt.
Am 28. November öffneten sich Spalten am Fuße der Nordflanke des Kegels, die reichlich Lava fördern.
Am 30. November traten wieder mehrere hundert Erdbeben und Lavafontänen von 500 m Höhe auf. Neben dem Lava speienden Hauptkrater kam es zu Ascheauswürfen an der Südflanke. Die zwei Tage zuvor entstandenen Spalten waren weiterhin offen.

### Dezember 2021

Ausbreitung der Lava an bestimmten Tagen im Dezember (fortlaufend von rechts nach links)

Die Erdstöße und Lava-Abschlüsse  hielten im Dezember an.
Am 3. Dezember hatte auch die nördlichste Lavazunge das Meer erreicht (südlich der Playa de la Viña).
Seit dem 5. Dezember gab es im Süden einen vom Hauptstrom isolierten Lavastrom durch das Wohngebiet Las Norias.
Am 12. Dezember 2021 dauerte der Ausbruch bereits 85 Tage und galt als der längste bekannte Ausbruch eines Vulkans auf La Palma (bisher Vulkan Tehuya im Jahre 1585 mit 84 Tagen).
Am 13. Dezember 2021 endete der Ausbruch unvermittelt.
Auch die Anzahl und Intensität der registrierten Erdbeben sank binnen weniger Tage auf sehr niedrige Werte.
Am 25. Dezember 2021 wurde von Vertretern des zuständigen Notfallkomitees Pevolca das Ende des Vulkanausbruchs offiziell festgestellt.

Das Lavafeld vom Mirador coladas Tajogaite (18.01.2023)

## Emissionen: Gase und Feinstaub

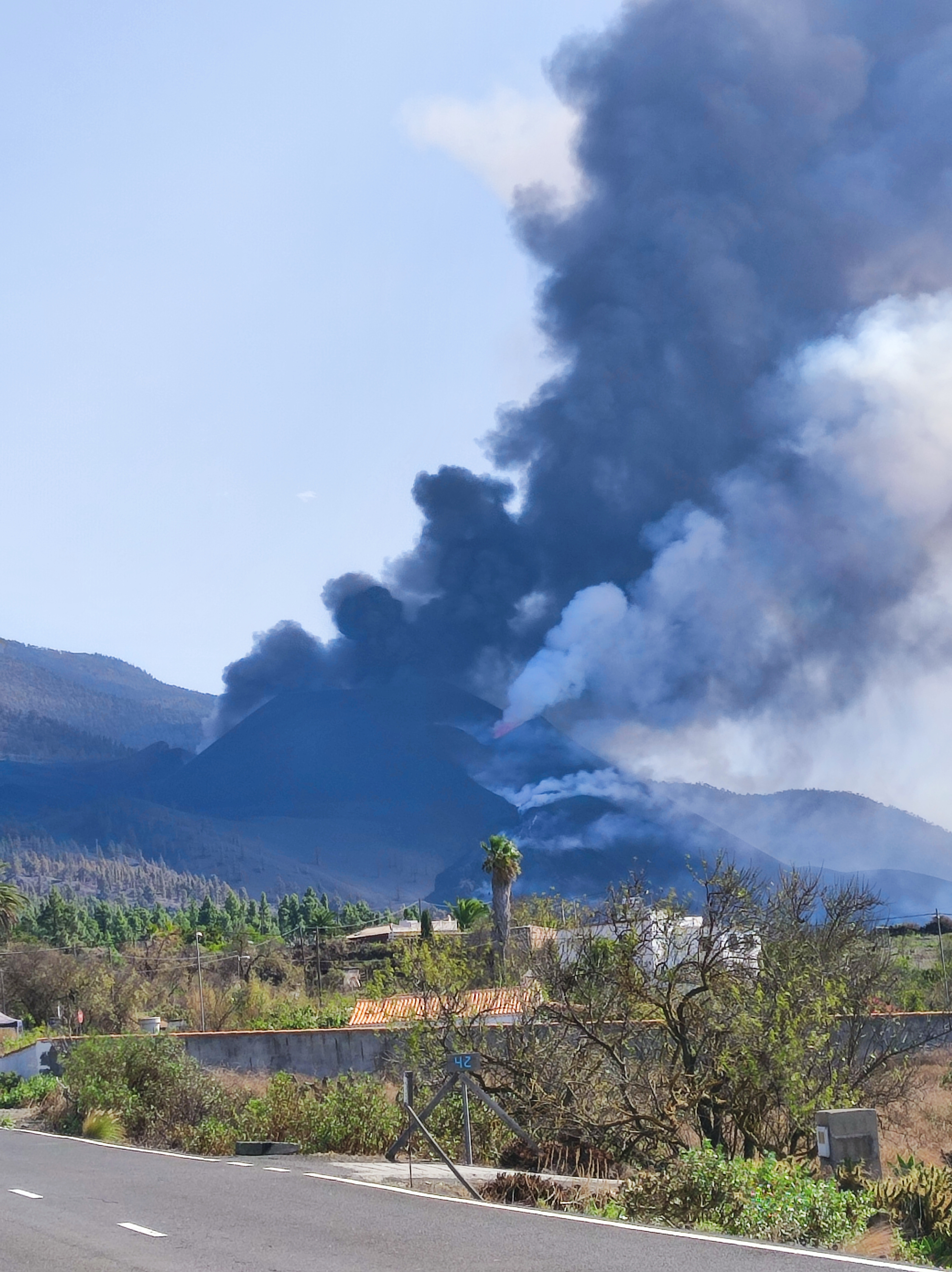
Aschewolke über der Cumbre Vieja (21. Oktober 2021)

Neben Asche und Lava stellen die austretenden Gase bei einem Vulkanausbruch ein weiteres Problem für die Bevölkerung dar. Aufgrund der geographischen Lage von La Palma wurde der größte Anteil der Gasmengen auf das Meer hinausgetrieben. Bei bestimmten Wetterlagen konnten die Gase aber auch in der näheren Umgebung konzentriert vorkommen, so dass ein Aufenthalt im Freien ohne Gasmaske gefährlich war. Eine FFP2-Maske kann zwar vulkanische Partikel filtern, Gase werden aber nicht abgehalten. Von der Pevolca wurden täglich die ausgestoßenen Mengen an Kohlenstoffdioxid und Schwefeldioxid aufgrund verschiedener Messstationen geschätzt und in einer täglich stattfindenden Pressekonferenz publiziert. An einzelnen Tagen verhängte die Pevolca in den Orten der nahen Umgebung Ausgangssperren, weil die Werte kritische Marken überschritten. Die Gesamtmengen waren geschätzt und gaben nur eine grobe Orientierung darüber, wie es mit dem Ausbruch weitergehen würde. Für andere Gase wie den nach faulen Eiern riechenden und toxischen Schwefelwasserstoff oder das geruchlose und ebenfalls stark toxische Kohlenstoffmonooxid lagen keine regelmäßigen Zahlen vor. Die Gasemissionen waren starken Schwankungen unterworfen. Hohe Mengen deuteten auf einen fortschreitenden Ausbruch hin. Ein bevorstehendes Ende des Ausbruchs hätte ein Zurückgehen der Schwefeldioxidemissionen auf wenige hundert Tonnen pro Tag anzeigen können. Der höchste im Oktober angegebene Tageswert lag am 24. Oktober 2021 bei 53 600 Tonnen. In der letzten Oktoberwoche nahm die anfangs hohe Gesamtmenge des ausgestoßenen Schwefeldioxids pro Tag tendenziell ab, während die Gesamtmenge pro Tag für Kohlenstoffdioxid leicht stieg. Anfang November wurden wieder hohe Schwefeldioxidwerte gemessen, allerdings mit starken Schwankungen von Tag zu Tag.
| Datum      | ausgestoßene Masse pro Tag | ausgestoßene Masse pro Tag |
| Datum      | SO2                        | CO2                        |
| ---------- | -------------------------- | -------------------------- |
| 2021-10-24 | >53 600 t                  | 0803 t                     |
| 2021-10-25 | >40 800 t                  | 1121 t                     |
| 2021-10-26 | >37 350 t                  | 1320 t                     |
| 2021-10-30 | 0>7 700 t                  | 1450 t                     |
| 2021-10-31 | 0>4 990 t                  | 1500 t                     |
| 2021-11-06 | >10 000 t                  | 1200 t                     |
| 2021-11-09 | 37 000 ± 06 000 t          | 1900 ± 100 t               |
| 2021-11-27 | 40 000 ± 10 000 t          | ?                          |

Schwefeldioxid stellt ein Schadgas, das aufgrund seiner guten Wasserlöslichkeit in Schleimhäuten im oberen Rachenraum niederschlägt. Dort verursacht es Husten und schädigt die Atemwege. Es löst sich in Nebel und Regen und verdriftet anschließend.
Der Grenzwert der EU für Schwefeldioxid in der Außenluft liegt bei 50 µg/m³ im Jahresmittel, die WHO fordert seit 2021 einen Grenzwert von 40 µg/m³ im 24-Stunden-Mittel. Die spanischen Behörden haben den Tagesgrenzwert auf 125 µg/m³ und den stündlichen Grenzwert auf 350 µg/m³ Schwefeldioxid festgelegt. Der Tagesgrenzwert für Feinstaub mit Partikeln kleiner als 10 µm (PM10) wurde bei 50 µg/m³ festgelegt. Am 31. Oktober wurden zum Beispiel an der Station Los Llanos de Aridane 198 µg/m³ Feinstaubpartikel PM10 gemessen. Für die Feinstaubpartikel dient eine FFP2-Maske als Schutz. Besonders die feinen Partikel PM10 können bis tief in die Lunge gelangen.
Der Vulkanausbruch in La Palma führte global zu erhöhten Schwefeldioxidwerten in der Atmosphäre, vor allem in höheren Luftschichten ab 3000 m Höhe. In Bodennähe wurden in Mitteleuropa mit Stand von Ende Oktober 2021 keine auffälligen Werte gemessen. Die erhöhten Werte in den höheren Luftschichten beeinflussen die Sonneneinstrahlung und können leuchtende, orangerote Effekte am Himmel beim Sonnenaufgang oder beim Sonnenuntergang verursachen. Dieses Phänomen wurde Ende Oktober zum Beispiel in der Schweiz beobachtet.
Auch nach Ende des Vulkanausbruchs wurde weiterhin die Gas-Entwicklung beobachtet: Bei der Erstarrung des oberflächlichen Magmas wurde Schwefeldioxid weiter freigesetzt, aber nicht mehr in besorgniserregender Konzentration. Hingegen lag auch noch vier Wochen nach Beendigung der Eruption die diffuse Emission von Kohlendioxid fast fünffach über dem Durchschnittswert der Hintergrundwerte, zeigte aber bei lokalen Unterschieden einen deutlich rückläufigen Trend.

## Zerstörte Fläche und Gebäude
| Datum         | Fläche    | Gebäude |
| ------------- | --------- | ------- |
| 19. Sep. 2021 | 0,8 ha    | 0       |
| 26. Sep. 2021 | 237,5 ha  | 513     |
| 3. Okt. 2021  | 434,7 ha  | 1046    |
| 17. Okt. 2021 | 811,8 ha  | 1956    |
| 24. Okt. 2021 | 903,7 ha  | 2154    |
| 31. Okt. 2021 | 974,6 ha  | 2574    |
| 7. Nov. 2021  | 993,6 ha  | 2593    |
| 13. Nov. 2021 | 1024,4 ha | 2618    |
| 22. Nov. 2021 | 1074,6 ha | 2676    |
| 28. Nov. 2021 | 1147,7 ha | 2748    |

Die von den Lavaströmen zerstörten Flächen, Gebäude und auch Straßen wurden täglich vom Copernicus Emergency Management Service publiziert.
Die Copernicus-Daten zu zerstörten Gebäuden sind nur Rohdaten und wurden von der Inselregierung regelmäßig durch Abgleich mit den Katasterdaten stark nach unten korrigiert. Nach einem Abgleich am 8. November waren bis dahin 1452 Gebäude zerstört oder beschädigt, davon 1177 Wohngebäude. Insgesamt zerstörten die Lavamassen nach Angaben des Katasteramtes mehr als 1600 Gebäude, 1300 davon waren Wohnhäuser. Die Lava hat zudem mehr als 70 Kilometer Straßen und 370 Hektar Bananenplantagen unter sich begraben.
Auch die Vulkanasche kann erhebliche Schäden verursachen, wenn sie sich z. B. auf Hausdächern anhäuft und diese durch das zusätzliche Gewicht zum Einsturz bringt. Die Gefahr verstärkt sich, wenn Regenwasser zu zusätzlicher Belastung führt. Deswegen wurde zwischenzeitig die Feuerwehr eingesetzt, um Dächer freizuräumen. Das Militär hatte zeitweilig diese Aufgabe übernommen; mehrere Hundert Soldaten waren auch nach Ende des Ausbruchs bis Anfang Februar weiter im Räumeinsatz.

## Erdbeben
Der am 11. September begonnene Erdbebenschwarm bewegte sich mit dem Aufsteigen der Magma bis zum 19. September zunehmend näher zur Oberfläche. Als Initialbeben für den Ausbruch gilt ein flaches Erdbeben am Morgen des 19. Septembers der Magnitude 3,8 mbLg. Nach dem Ausbruch manifestierten sich die Erdbeben in zwei verschiedenen Tiefenstufen. Während in 9 bis 14 km Tiefe – in der oberen Magmakammer – die Erdbeben bis um die Magnitude 4,0 mbLg auftraten, waren die Erdbeben in Tiefen von 34 bis 39 km stärker. Zu beachten ist, dass die IGN in Spanien die lokale Magnitudenskala mbLg verwendet. Diese zeigt aufgrund einer anderen Berechnungsmethode etwas höhere Werte als die Richterskala ML der EMSC.
| Zeitpunkt (UTC)             | Magnitude   | Magnitude | max. Intensität | Koordinaten (IGN)      | Tiefe (IGN) |
| Zeitpunkt (UTC)             | mbLg (IGN)  | ML (EMSC) | Mercalli (IGN)  | Koordinaten (IGN)      | Tiefe (IGN) |
| --------------------------- | ----------- | --------- | --------------- | ---------------------- | ----------- |
| 15. Okt. 2021, 07:02:19 Uhr | 4,5         | 4,5       | III–IV          | 28,5760° N, 17,8228° W | 36 km       |
| 16. Okt. 2021, 06:07:02 Uhr | 4,5         | 4,5       | IV–V            | 28,5843° N, 17,8175° W | 34 km       |
| 19. Okt. 2021, 21:48:00 Uhr | 4,8         | 4,5       | IV–V            | 28,5855° N, 17,8192° W | 39 km       |
| 23. Okt. 2021, 15:34:49 Uhr | 4,9         | 4,7       | IV              | 28,5697° N, 17,8064° W | 38 km       |
| 26. Okt. 2021, 16:25:37 Uhr | 4,8         | 4,7       | IV              | 28,5697° N, 17,8064° W | 34 km       |
| 26. Okt. 2021, 23:53:16 Uhr | 4,8         | 4,7       | IV              | 28,5770° N, 17,8224° W | 35 km       |
| 27. Okt. 2021, 06:19:56 Uhr | 4,6         | 4,6       | IV–V            | 28,5854° N, 17,8099° W | 38 km       |
| 3. Nov. 2021, 07:27:34 Uhr  | 4,8 und 5,0 | 4,9       | IV–V            | 28,5704° N, 17,8338° W | 35 km       |
| 10. Nov. 2021, 11:10:07 Uhr | 4,8         | 4,7       | IV              | 28,5729° N, 17,8234° W | 34,5 km     |
| 17. Nov. 2021, 12:33:35 Uhr | 4,7 und 4,8 | 4,5       | IV              | 28,5854° N, 17,8065° W | 36 km       |
| 19. Nov. 2021, 01:08:47 Uhr | 5,1         | 4,9       | IV              | 28,5730° N, 17,8234° W | 36 km       |

## Auswirkungen auf den Flugverkehr
Vulkanasche auf der Startbahn/Landebahn (Runway) führt zu erhöhter Abnutzung bis hin zum Ausfall der Triebwerke beim Start sowie zu Problemen bei der Landung, insbesondere auf der 2200 m kurzen Landebahn des Flughafens La Palma. Umkehrschub bei der Landung führt zu Beschädigungen der Triebwerke. Flug durch Wolken aus Vulkanasche, die man im Radar nicht sieht, erhöht die Abnutzung der Triebwerke und kann im Extremfall zum Ausfall der Triebwerke führen. Neben Sicherheitsaspekten spielen so Kostenaspekte eine Rolle bei der Entscheidung, ob Fluggesellschaften einen Flughafen noch anfliegen.
Am 24. September wurde der Betrieb am Flughafen La Palma ab dem Nachmittag eingestellt, da die Start- und Landebahn sowie die Rollwege mit Asche bedeckt waren. Zwar konnte der Flughafen am 26. September wieder geöffnet werden, einige Fluggesellschaften entschieden sich jedoch, La Palma vorerst nicht wieder anzufliegen. Teilweise wurden Flüge nach Teneriffa verlegt und die Passagiere mit einer Fähre nach La Palma gebracht.
Vom 7. bis zum 9. Oktober war der Flughafen aufgrund der Ascheablagerungen erneut geschlossen. Zugleich erreichte ein Teil der Asche den Norden Teneriffas. Mehrere Flüge wurden von Teneriffa Nord auf den Südflughafen umgeleitet, zu einem Start- und Landeverbot kam es jedoch nicht.
Zu einer erneuten mehrtägigen Flughafenschließung kam es ab 20. November 2021.

## Aufrechterhaltung der PEVOLCA-Sperrzone
Aus der nach dem „Aktionsplan für Vulkankatastrophen“ (PEVOLCA) eingerichteten Sperrzone wurden insgesamt etwa 7000 Anwohner evakuiert und mussten ihr Zuhause hinter sich lassen. Dort durfte nur mit Sondererlaubnis im Einzelfall zeitlich begrenzt gearbeitet, aber nicht über Nacht geblieben werden (z. B. Bewässerung von Plantagen).
Über den Ausbruch des Vulkans hinaus wurde die Sperrzone weiter aufrechterhalten. Erst am 25. Januar 2022 hat der wissenschaftliche PEVOLCA-Ausschuss die bis dahin rote Ampel für vulkanische Risiken auf gelb geändert. In der gelben Ampelstufe werden die Maßnahmen zur Überwachung und Kontrolle der vulkanischen und seismischen Aktivitäten aufrechterhalten. Schon zuvor wurden mit abnehmendem Risiko nach und nach bestimmte Orte aus der Sperrzone ausgenommen, sodass deren großteils schon bei Vulkanausbruch evakuierte Bewohner wieder in ihre Häuser und Wohnungen zum Wiedereinrichten und Bewohnen zurückkehren konnten, zunächst in drei Schritten im Norden sowie in zwei Schritten im Süden. Aufgrund anomal hoher Kohlendioxid-Belastungen im Bereich La Bombilla/Puerto Naos konnten die dort Evakuierten mehr als zwei Jahre nicht in ihre Häuser und Wohnungen zurückkehren. Mitte April konnten zwar die Bewohner von El Remo (südlich von Puerto Naos) in ihre Häuser zurückkehren, allerdings zunächst ohne funktionierende Trinkwasserversorgung und Müllabfuhr. Auch Menschen, deren Häuser inselartig („Kīpuka“) allseits von Lava umflossen sind, durften noch nicht zurück. Erst seit Juni 2024 können die Bewohner von Puerto Naos und La Bombilla wieder in ihren Wohnungen leben; weiterhin muss die Kohlendioxid-Belastung in beiden Orten in einem aufwändigen Messprogramm gemessen werden. Ende Juli 2024 konnten auch Geschäfte und Bars in Puerto Naos wieder öffnen.

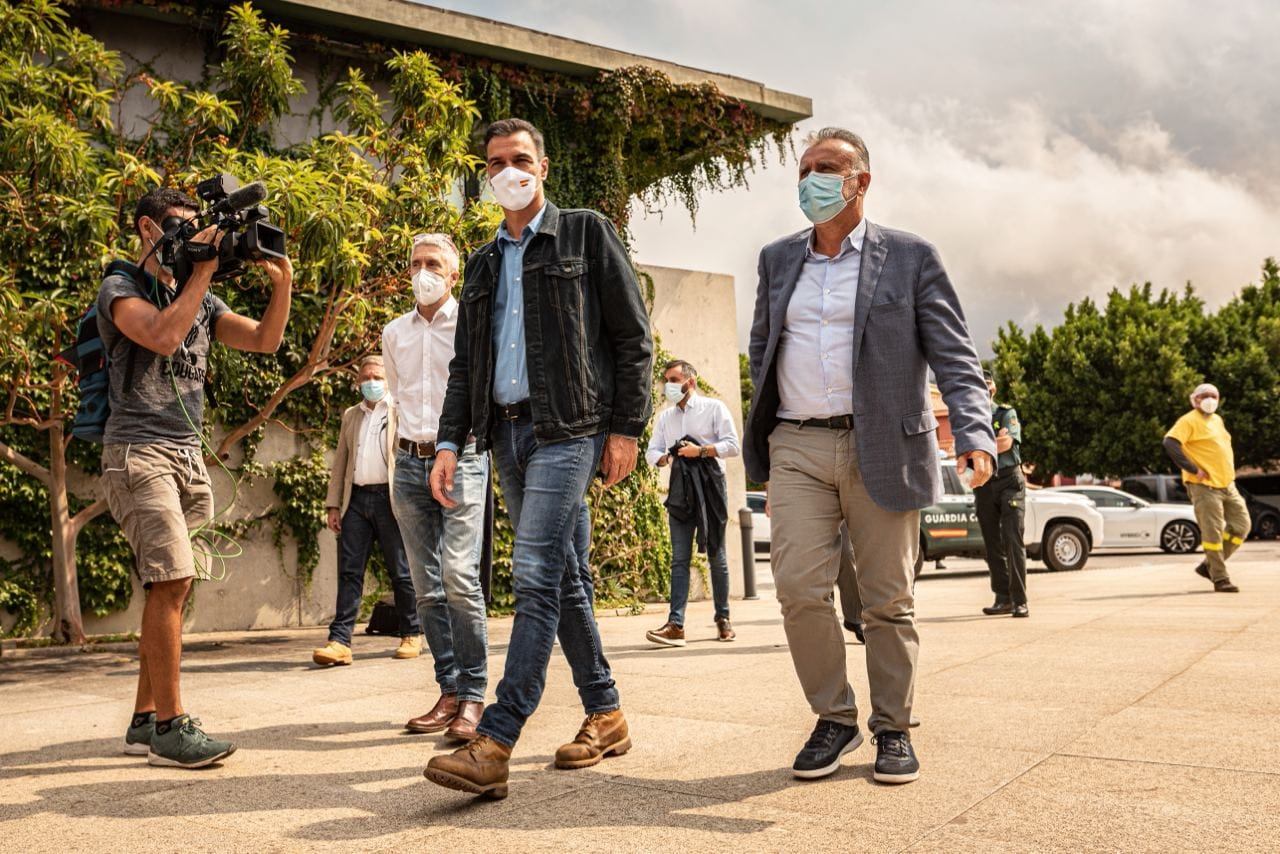
Am 20. September macht sich Spaniens Ministerpräsident Pedro Sánchez (Mitte) mit dem Präsidenten der Kanarischen Inseln Ángel Víctor Torres (rechts) und dem spanischen Innenminister Fernando Grande-Marlaska ein eigenes Bild von der Lage auf La Palma.

## Reparaturen und weitergehende Planungen
Bereits vor absehbarem Ende des Ausbruchs wurde mit Entwürfen, Planungen und auch schon ersten Maßnahmen für die Reparatur der Infrastruktur begonnen. Eine Gemeinsame Kommission für den Wiederaufbau, die Wiederherstellung und die Unterstützung von La Palma wurde eingerichtet, in der die spanische Zentralregierung, die kanarische Regionalregierung und die Inselregierung sowie die Stadtverwaltungen von Los Llanos de Aridane, Tazacorte und El Paso vertreten sind, um sich über Planungen und Maßnahmen abzustimmen. Als wichtigste Punkte wurden neben dem Bau von Häusern die Anbindung der südlich gelegenen Orte Las Manchas, Jedey und Puerto Naos/La Bombilla an ihre nördlich des neuen Lavafeldes liegenden Verwaltungszentren El Paso, Los Llanos und Tazacorte sowie die Wiederaufnahme der Wasserversorgung der Gebiete südlich des Lavafeldes.
Die Regierung der Kanarischen Inseln hatte bereits Anfang Oktober 2021 einerseits leerstehende bzw. frisch bezugsfertige Wohnungen erworben, andererseits Fertighäuser aus Holz gekauft, um den Menschen, deren Behausungen durch den Vulkanausbruch zerstört worden waren wieder eine Wohnstatt zu geben. Bis zum 26. Januar hatte die Kanarische Regierung bereits 200 Häuser gekauft. Ende Februar hatten 2500 Menschen, die vor dem Vulkan geflohen waren, keine wirkliche Heimstatt, da die Lava diese zerstört, schwer beschädigt oder isoliert hatte, die Häuser von Asche bedeckt waren oder weil Wasser, Strom und andere Leistungen der Daseinsvorsorge fehlten. Eine weitere Gruppe durfte wegen der anhaltenden Belastung ihrer Wohnviertel mit schädlichen Gasen noch nicht zurück. Bis zu diesem Zeitpunkt hatten nach Angaben der Betroffenen nur 81 der fast 1000 betroffenen Familien eine neue Wohnung erhalten. Die übrigen waren in Hotels, bei Verwandten, Freunden oder über die Caritas untergebracht oder lebten in gemieteten Unterkünften (auf eigene Kosten) oder in Wohnwagen.
Bereits im Oktober 2021 wurde mit Tankschiffen eine Versorgung mit Bewässerungswasser aufgenommen; zugleich wurden zwei Anlagen zur Meerwasserentsalzung errichtet. Am Südrand des Lavastromes wurden in Las Manchas und Las Norias Anfang 2022 sowohl von Hausdächern als auch aus dem Straßennetz die emittierte Asche entfernt und weitere Reparaturarbeiten durchgeführt; dort wurde auch an der Wiederherstellung des Trinkwassernetzes gearbeitet, um eine Rücksiedlung der evakuierten Bevölkerung vorzubereiten. Ein bisher in Todoque liegendes lokales Gesundheitszentrum wurde mit Personal nach Las Manchas verlagert, um so weiterhin im Süden des Lavafeldes die Primär- und Langzeit-Gesundheitsversorgung der Bevölkerung zu gewährleisten. Obgleich intensiv an der Beseitigung der Asche gearbeitet wurde, war diese insbesondere in Las Manchas Ende Februar 2022 noch immer ein großes Problem. Im März 2022 funktionierte dort die Trinkwasserversorgung und auch die Kanalisation wieder. Auch Reparaturen an der Infrastruktur für die landwirtschaftliche Bewässerung wurden durchgeführt.

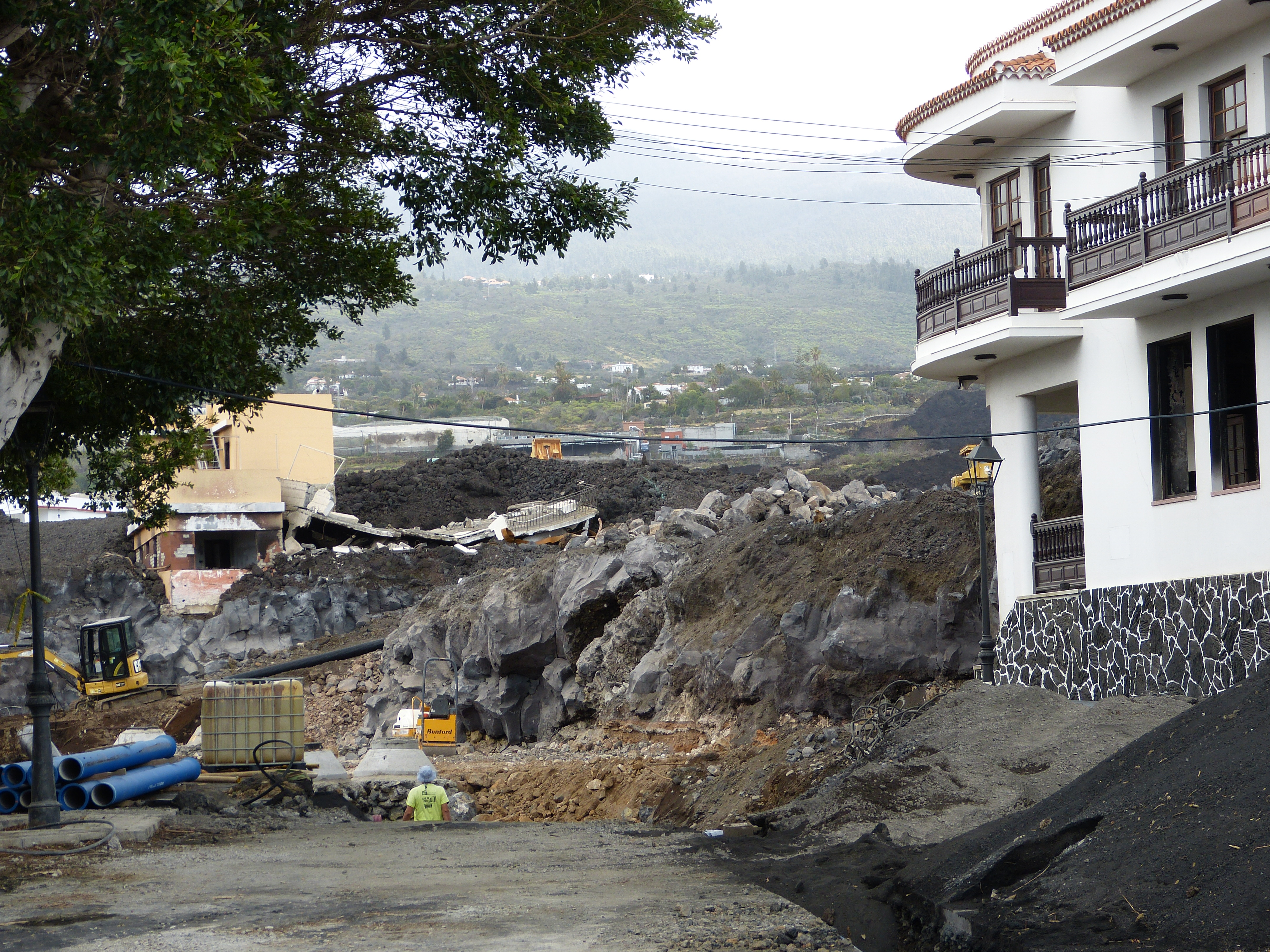
Räumungs- und Infrastrukturarbeiten an der Kreuzung La Laguna (30. März 2022)

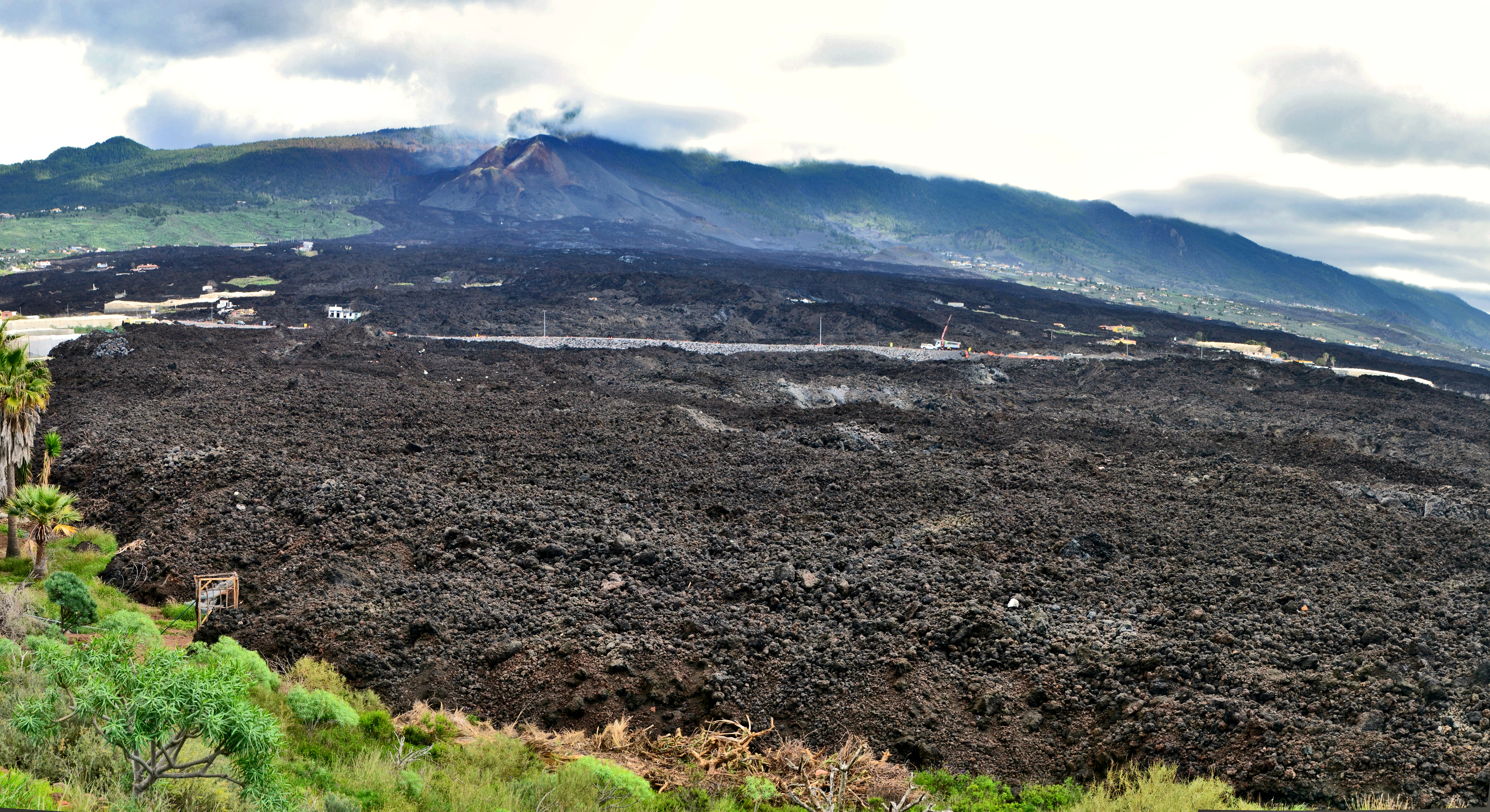
Provisorische Straße durch den Lavastrom, Januar 2023

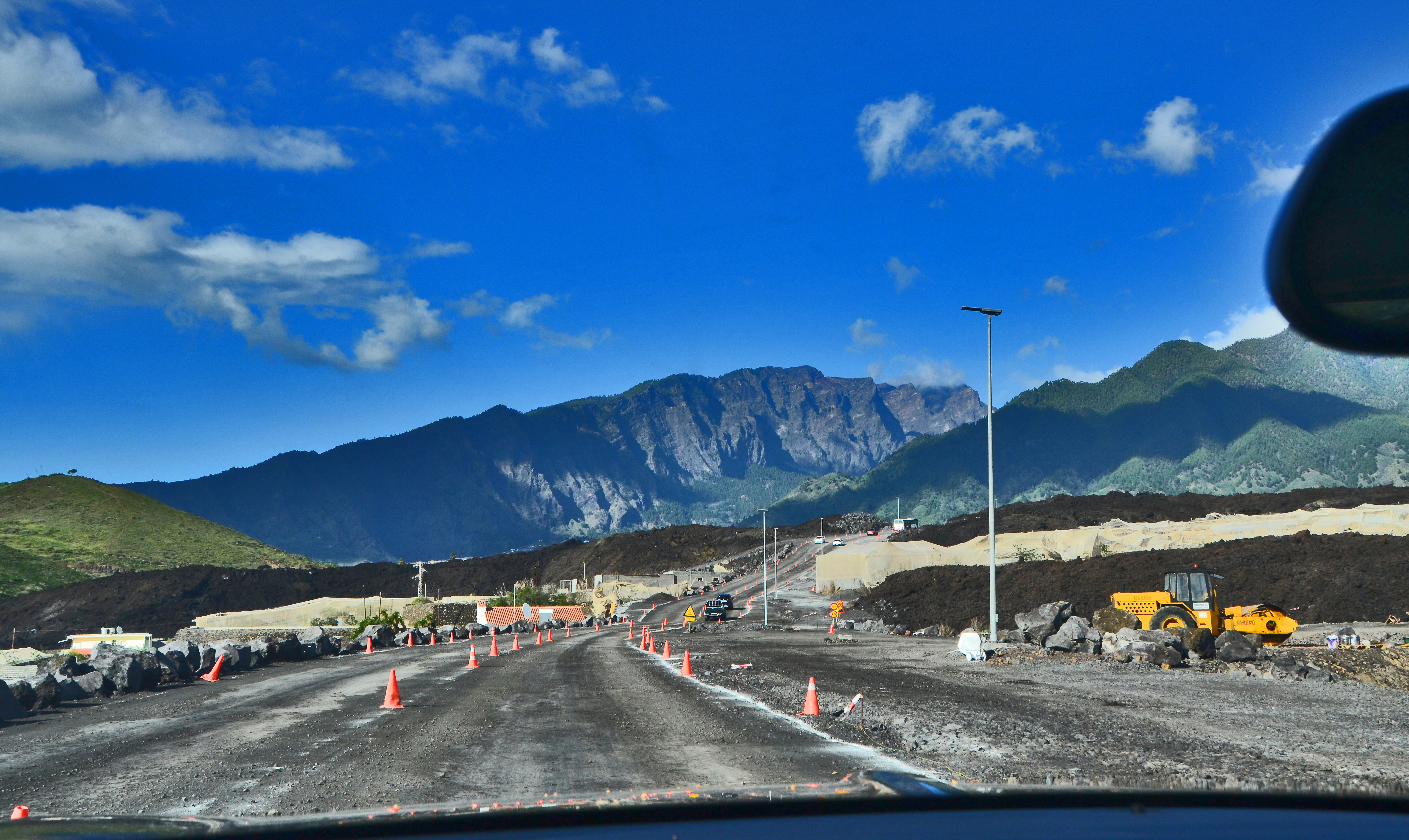
Ausbau der Lavapiste, Januar 2023

Am 9. November 2021 wurde südlich des Lavastroms, teilweise der Trasse eines unbefestigten Feldweges folgend, mit dem Bau einer 2,3 Kilometer langen doppelspurigen Querverbindung zwischen der LP-211 (bei Las Manchas) und der LP-213 (nördlich von Puerto Naos) begonnen. Am 17. Januar 2022 wurde die Strecke eröffnet, um das Küstengebiet von Puerto Naos und La Bombilla wieder mit dem Rest der Insel zu verbinden. Die Arbeiten dauerten länger als die vorgesehenen 20 Tage, denn die aus der Lava emittierenden Gase, aber auch zunehmende Annäherung des neuen Lavastroms, der Anfang Dezember 2021 durch den Friedhof von Las Manchas floss, führten dazu, dass zunächst nur an wenigen Tagen und nicht immer durchgängig gearbeitet werden konnte. Weitere Beschränkungen rührten daher, dass das Baugebiet in der PEVOLCA-Sperrzone lag. Erst nach offiziellem Ende des Ausbruchs wurden die Arbeiten intensiviert aufgenommen und nach insgesamt 27 Arbeitstagen abgeschlossen.
Von Dezember 2021 bis Anfang Februar 2022 wurde zudem die durch Lava verstopfte Kreuzung (bisher Einmündung der LP-215 in die LP-213) im Zentrum von La Laguna mit Baggern geräumt.
Mit Hilfe dieser Arbeiten sollten auch Schäden an unterirdischen Infrastrukturen festgestellt werden; sie wurden weiterhin versuchsweise genutzt, um Reparatur- und Baumaßnahmen in anderen Teilen des Lavafeldes besser abschätzen zu können.
Dabei zogen Bagger noch schwelende Steine mit einer 400 °C übersteigenden Temperatur aus der Lava. Im Versuch wurden mit Baggern auch Notpisten durch Zerkleinern und Bearbeiten des Materials auf dem Lavafeld angelegt; erste Verkehrsversuche auf ihnen waren erfolgreich und zeigten, dass es sich um „brauchbare Verkehrswege“ handelte. Als Übergangslösung wurden an mehreren Stellen dort, wo größere „Inseln“ mit Häusern und Plantagen in der Lava liegen, derartige Notpisten angelegt, etwa am Camino de San Isidro in Tazacorte, am Camino La Majada und am Callejon Cañañas in Los Llanos. Eine weitere nach den durchgeführten Tests vorgesehene Route verlief von der Kreuzung in La Laguna nach Osten, mit dem Ziel, den verschütteten Zugang zum Straßennetz dort innerhalb kurzer Zeit wiederherzustellen.
Bei der Notpiste zwischen La Laguna und dem Süden (Las Norias) musste allerdings das vorgesehene Tempo für ihre Erstellung aus Sicherheitsgründen gedrosselt werden. Die Inselregierung gab Kartierungen in Auftrag, um reale Daten über die Situation der Lavaströme an dieser Stelle zu erhalten, da die Temperatur der Lava sowie das Vorhandensein von Vulkanröhren im Untergrund erhebliche Risiken beim Bau der Piste (und auch für deren Betrieb) darstellten.

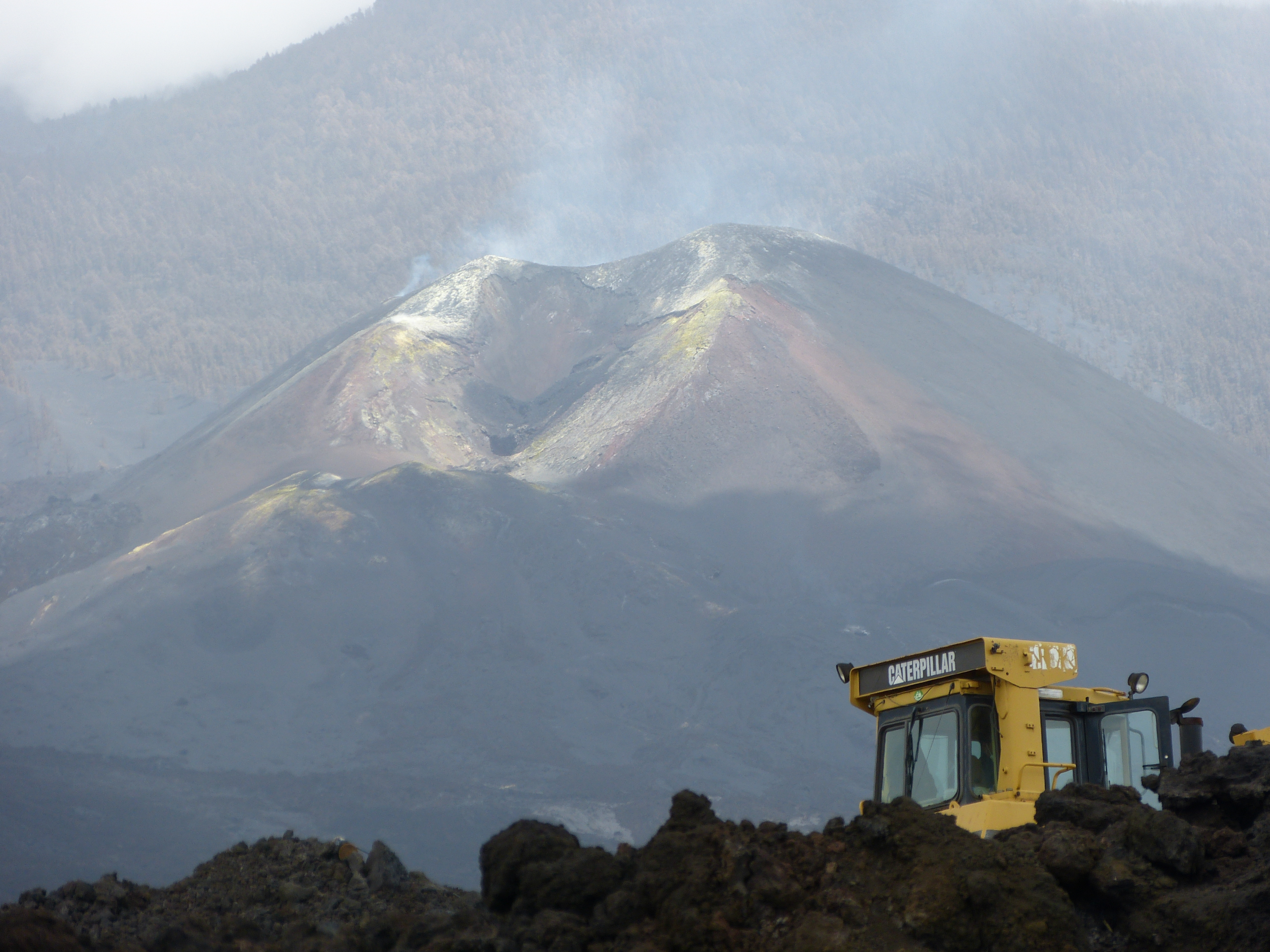
Maschineneinsatz beim Bau der Notpiste von La Laguna nach Las Norias (März 2022), im Hintergrund der noch qualmende Krater

Geplant war eine Verstetigung der zunächst für drei Monate provisorisch mit Landungsbooten der Armee eingerichteten Fährverbindung und vor allem eine neue Straße von Tazacorte nach Puerto Naos unterhalb (westlich) der Montañas La Laguna und Todoque, deren Trasse auch für die Abwasserbeseitigung, Energieversorgung und Telekommunikation genutzt werden sollte, die durch den Vulkan ebenfalls unterbrochen worden waren. Am 26. Januar 2022 betonte der kanarische Regierungschef Ángel Víctor Torres vor der Gemeinsamen Kommission, dass diese Straße ein „notwendiges Bauwerk“ und ein „Schlüssel“ für die Anbindung im betroffenen Gebiet sei. Aufgrund des Notstands hatte die Abteilung für öffentliche Arbeiten der kanarischen Regierung zunächst ein Vorprojekt initiiert, auch wenn die Straße nicht in der verbindlichen Straßenbauplanung enthalten war.
Im April 2022 wurde mit den Arbeiten an der Straße zwischen Tazacorte und dem Süden begonnen, gegen die Demonstrationen auch wegen zusätzlicher Enteignungsverfahren stattfanden. Aufgrund zahlreicher Unregelmäßigkeiten bei der Begründung und Planung der Straße wurde gefordert, die Arbeiten unverzüglich einzustellen: „Die Machthabenden fühlen sich wohl dabei, nach Belieben zu disponieren, ohne Bürgerbeteiligung, ohne Prüfung von Alternativen, ohne Umweltverträglichkeitsprüfung und ohne öffentliche Ausschreibung, wobei sie den Vulkanausbruch immer wieder als Vorwand nutzen. “
Im Januar 2022 wurde außerdem ein Notstands-Baurecht verabschiedet; es erlaubte in den Gemeinden El Paso, Los Llanos und Tazacorte Eigentümern von vulkanisch zerstörten Gebäuden, die als Erstwohnung dienten, bis zu bestimmten Höchstgrenzen den Wiederaufbau auch auf Grundstücken, die nicht als Bauland ausgewiesen sind (selbst in Landschaftsschutzgebieten).
Seitens der Betroffenen wurde gefordert, ähnlich auch den Wiederaufbau von Ferienhäusern zu gestatten; weiterhin sollte ein baulicher Ersatz von Gebäuden nicht auf die drei Gemeinden beschränkt sein, sondern überall auf der Insel erlaubt werden.

## Anmerkung
1. ↑  Dieser alte Vulkan liegt westlich der von der Lava des neuen Vulkans überdeckten Straße LP-212 und 1 km nördlicher als deren Einmündung in die Straße LP-2.